# Reprezentacja Turcji w koszykówce mężczyzn
Reprezentacja Turcji w koszykówce mężczyzn - drużyna, która reprezentuje Turcję w koszykówce mężczyzn. Za jej funkcjonowanie odpowiedzialny jest Turecki Związek Koszykówki (TBF). Dwadzieścia razy startowała w Mistrzostwach Europy zdobywając srebrny medal w 2001 roku. Wystąpiła dwukrotnie na Mistrzostwach Świata. Ma za sobą również dwa starty na Igrzyskach Olimpijskich.

## Udział w imprezach międzynarodowych
- Igrzyska Olimpijskie
  - 1936 - 21. miejsce
  - 1952 - 22. miejsce

- Mistrzostwa Świata
  - 2002 - 9. miejsce
  - 2006 - 6. miejsce
  - 2010 - 2. miejsce

- Mistrzostwa Europy
  - 1949 - 4. miejsce
  - 1951 - 6. miejsce
  - 1955 - 11. miejsce
  - 1957 - 9. miejsce
  - 1959 - 12. miejsce
  - 1961 - 10. miejsce
  - 1963 - 15. miejsce
  - 1971 - 12. miejsce
  - 1973 - 8. miejsce
  - 1975 - 9. miejsce
  - 1981 - 11. miejsce
  - 1993 - 11. miejsce
  - 1995 - 12. miejsce
  - 1997 - 8. miejsce
  - 1999 - 8. miejsce
  - 2001 - 2. miejsce
  - 2003 - 10. miejsce
  - 2005 - 12. miejsce
  - 2007 - 12. miejsce
  - 2009 - 8. miejsce
  - 2011 - 11. miejsce
  - 2013 - 17. miejsce